# 木里土司
木里土司是明、清两代的一个位于盐源县辖区的世袭的藏族土司，位于今木里藏族自治县。
木里本是永宁土司的辖境。藏传佛教格鲁派活佛蔡木多至永宁传教时，永宁土司将木里之地赠送给了蔡木多，此后木里之地一直由格鲁派的活佛统治。
木里土司的祖先本是瓦尔寨大寺的喇嘛。1648年降央绒布受到清廷册封，以喇嘛身份兼任土司。1729年，设木里安抚司，以土司六藏塗都為安抚使，赐姓项氏。其后裔以喇嘛身份兼任土司直到1952年被废除为止，共传21世土司。木里境内金矿丰富，因此木里土司非常富有。
美国学者约瑟夫·洛克曾逗留于木里，攥写了大量游记，并与木里土司结下友谊。詹姆斯·希尔顿《消失的地平线》一书中的香格里拉便是以木里为原型。